# Ахмад Шах Каджар
Ахмад Шах Каджар (перс. احمد شاه قاجار; 21 січня 1898, Тебриз, Іран — 21 лютого 1930, Неї-сюр-Сен, Французька республіка) — останній шахиншах Ірану з династії Каджарів. Син Мохаммеда Алі Шаха. Став шахиншахом у віці 11 років після повалення влади батька (1909 р.). Спочатку самостійно не керував державою: від його імені це робили регент та вожді бахтіар. Пізніше був вимушений покинути країну, та знаходитись у політичному вигнанні. Вважав себе чинним монархом і не визнавав до самої смерті перевороту, затіяного проти нього у 1923.
Формально позбавлений титулів і влади 31 жовтня 1925 установчою асамблеєю меджлісу.

## Життєпис
Народився 21 січня 1898 в Тебризі.

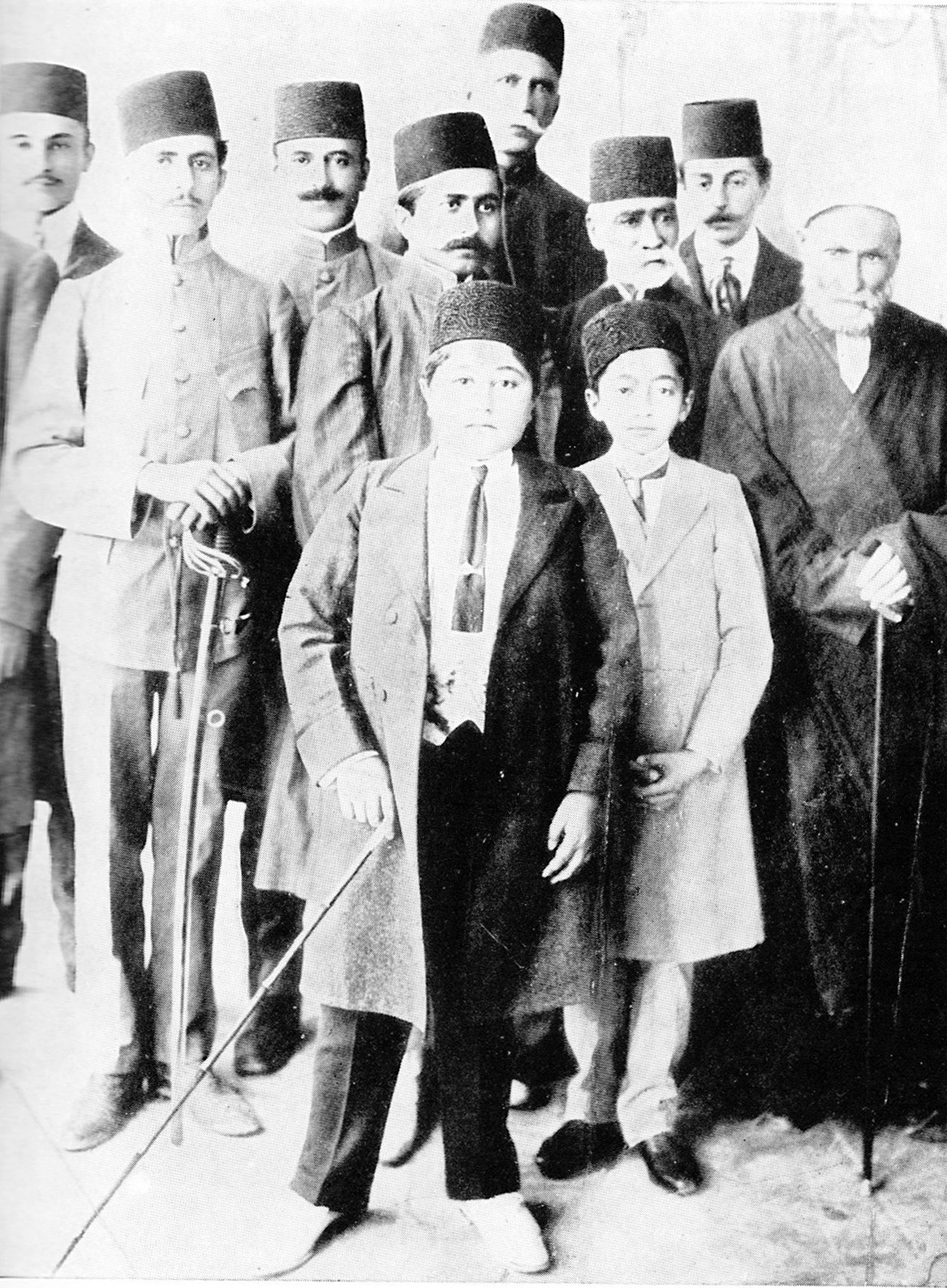
Юний шахиншах, 1911 рік (по центру)

У 1909 внаслідок повстання в Ґяіляні та деяких інших містах та районах країни до влади прийшли противники батька, на той час чинного шаха Мохаммеда Алі. 13 липня 1909 повстанці дісталися Тегерана. 16 липня зібралася надзвичайна національна рада в складі керівників федайських та бахтіарських загонів, колишніх міністрів та представників першого меджлісу. Було оголошено про позбавлення влади Мохаммада Алі та про передачу її 11-річному синові Ахмаду під регентством Алі Рези-хана.
Під час регентства та нетривалого самостійного правління зіштовхнувся з внутрішніми заворушеннями в державі та іноземним вторгненням. Російські та британські війська воювали проти Османської імперії на території Ірану під час Першої світової війни. Це призвело до погіршення авторитету серед народу, оскільки мешканці країни вважали, що державу використовують, як плацдарм. Ці думки підтвердилися у 1917, коли Велика Британія використала Іран у намаганні зірвати революцію в Росії. У результаті невдалої спроби пізніше новоутворений СРСР анексував частину північного Ірану.
Ахмад Шах Каджар часто не міг впоратися із власним урядом, міністри якого були ним не контрольовані.
Слабкість влади та бюрократія в умовах такої зовнішньої агресії викликала гнів серед іранців. У 1920 уряд де-факто втратив владу за межами столиці, а сам Ахмад — втратив контроль над цією ситуацією.

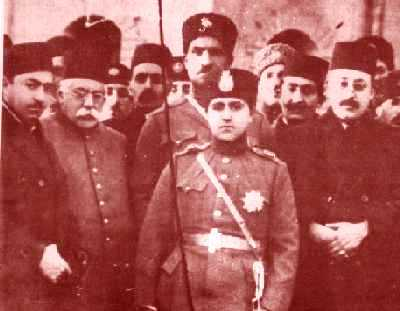
Ахмад Шах і Реза-хан (праворуч) після перевороту 1921

У ніч з 20 проти 21 лютого 1921 здійснено переворот, який очолили Зіеддін Табатабаї і Реза-хан. Безпосередню участь у перевороті взяли також офіцери іранської жандармерії. Офіційною причиною перевороту стала корупція в органах влади.
Переворот призвів до відставки прем'єр-міністра Фатули Акбара. Ахмад Шах Каджар був вимушений затвердити новий уряд на чолі із Зіеддіном Табатабаї. А Резу-хана призначити військовим губернатором, що пізніше тільки призвело до посилення авторитету останнього серед війська. У 1923 Реза-хан, після того, як став новим прем'єр-міністром, почав підбурювати шахиншаха покинути країну. Шах був вимушений виїхати. За іншою версією він це зробив добровільно, виїхавши до Європи на лікування.
28 жовтня 1923 меджліс надав Резі-хану диктаторські повноваження й одноосібне управління державою.

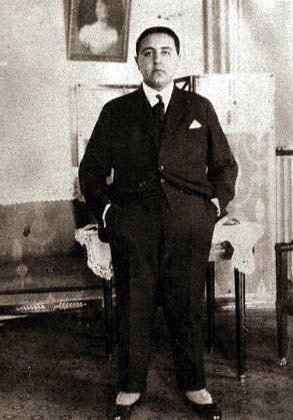
Ахмад Шах в Парижі, 1925

В той час у Французькій республіці, у вигнанні, Каджар опублікував наступне:
|  | У цей складний час, коли майбутнє моєї держави знаходиться під загрозою, усі мої думки з моїм народом, до якого я звертаюся. Державний переворот, який здійснив Реза-хан, є антиконституційним і має єдину ціль — повалити династію Каджарів. Це суперечить Священному Законові і фатально веде мій народ у велике бідство. Я рішуче протестую. Зараз і в майбутньому вважаю всі акти цієї влади недіючими. Вважаю себе, як і раніше, єдиним законним та конституційним правителем Ірану. Чекаю на скоріше повернення до країни задля служіння моєму народові. |

У жовтні 1925 меджліс формально позбавив Ахмада Каджара титулу шахиншаха і правителя Ірану, і вже у грудні утворена нова династія — Пахлаві на чолі з новим правителем шахиншахом Резою Пахлаві.
Після перевороту та політичного вигнання Каджара Мустафа Кемаль Ататюрк, який у той час очолив Туреччину, запропонував допомогу Ахмаду Шаху у відновленні його влади. Він викликав до себе посла Туреччини в Ірані Ануширвана Сепабоді і доручив йому негайно зв'язатися із шахом Каджаром і від імені Ататюрка передати наступне:
|  | Туреччина у відповідності до своїх національних інтересів, а також з причини дружби, доброї волі і бажання допомогти Вашій Величності, офіційно запрошує Вашу Величність до Туреччини і пропонує достатню кількість турецьких солдат Вашій Величності для можливості ввійти до Ірану із заходу і повернути законну владу Вашої Величності. |

Відмовився від пропозиції допомоги Ататюрка з невідомих причини. Існують версії, що він не захотів по причині гордині, або через втрату бажання та інтересу.
Помер 21 лютого 1930 в містечку поблизу Парижа. Поховано в Іраку в місті Кербела.

## Нагороди
| Стрічка | Назва                                                    |
|         | Орден Лева і Сонця (Іран)                                |
|         | Орден Сонця (Іран)                                       |
|         | Орден Зульфікара (Іран)                                  |
|         | Кавалер Великого хреста. Орден Леопольда (Бельгія)       |
|         | Кавалер ордену Почесного легіону (Французька республіка) |
|         | Орден «Османіє» 1 ступеня (Османська імперія)            |
|         | Орден Андрія Первозванного (Російська імперія)           |
|         | Орден Святого Олександра Невського (Російська імперія)   |
|         | Орден Білого Орла (Російська імперія)                    |
|         | Орден Святого Станіслава (Російська імперія)             |
|         | Орден Святої Анни (Російська імперія)                    |
|         | Орден Карлоса III (Королівство Іспанія)                  |